# Okres Riviera-Pays-d’Enhaut
Okres Riviera-Pays-d’Enhaut (francouzsky District de la Riviera-Pays-d’Enhaut) je jedním z okresů kantonu Vaud ve Švýcarsku. Jeho sídlem je Vevey.

## Poloha
Okres se rozkládá ve východní části kantonu. Na severu sousedí s kantonem Fribourg, na jihu s kantonem Valais a na východě s kantonem Bern. Prostřednictvím Ženevského jezera pak na jihozápadě také s Francií.

## Seznam obcí
| Znak                  | Název obce            | Počet obyvatel (31. 12. 2022) | Rozloha (km²) | Hustota zalidnění (obyv./km²) |
| --------------------- | --------------------- | ----------------------------- | ------------- | ----------------------------- |
| Blonay – Saint-Légier | Blonay – Saint-Légier | 12 117                        | 31,25         | 388                           |
| Chardonne             | Chardonne             | 3186                          | 10,31         | 309                           |
| Château-d’Oex         | Château-d’Oex         | 3564                          | 113,66        | 31                            |
| Corseaux              | Corseaux              | 2303                          | 1,06          | 2173                          |
| Corsier-sur-Vevey     | Corsier-sur-Vevey     | 3362                          | 6,74          | 499                           |
| Jongny                | Jongny                | 1842                          | 2,16          | 853                           |
| Montreux              | Montreux              | 26 230                        | 33,41         | 785                           |
| Rossinière            | Rossinière            | 532                           | 23,36         | 23                            |
| Rougemont             | Rougemont             | 829                           | 48,54         | 17                            |
| La Tour-de-Peilz      | La Tour-de-Peilz      | 12 382                        | 3,26          | 3798                          |
| Vevey                 | Vevey                 | 19 738                        | 2,40          | 8224                          |
| Veytaux               | Veytaux               | 975                           | 6,77          | 144                           |
| Celkem (12)           | Celkem (12)           | 87 060                        | 282,92        | 308                           |